# Francis William Aston
Francis William Aston (1. září 1877, Harborne, Spojené království – 20. listopadu 1945, Cambridge) byl britský chemik a fyzik. V roce 1922 získal Nobelovu cenu za chemii za jeho objevy izotopů velkého množství neradioaktivních prvků, a za formulaci celočíselného pravidla.
V roce 1903 získal stipendium na Univerzitě v Birminghamu. Během své práce na elektrických výbojích objevil fenomén dnes známý jako Astonův tmavý prostor.
Roku 1909 na pozvání J. J. Thomasona odešel do laboratoří Cavendish v Cambridge. V roce 1912 objevili existenci izotopů ve stabilním chemickém prvku (neonu). Po 1. světové válce se vrátil ke svým výzkumům, vynalezl hmotnostní spektrometr, jehož pomocí dokázal izotopy některých dalších prvků a přesně určil relativní atomovou hmotnost jejich izotopů. Za to dostal Nobelovu cenu za chemii za rok 1922.